# Savinien de Rilly
Pour les articles homonymes, voir Savinien.
Savinien de Rilly ou Sabinien ou saint Savinien est un saint chrétien, martyr en 275, fêté le 29 janvier.

## Histoire et tradition
Savinien, premier apôtre du christianisme dans le diocèse de Troyes, est un Grec venu en 271 de l'île de Samos jusqu'à Troyes, pour enseigner l'évangile. 

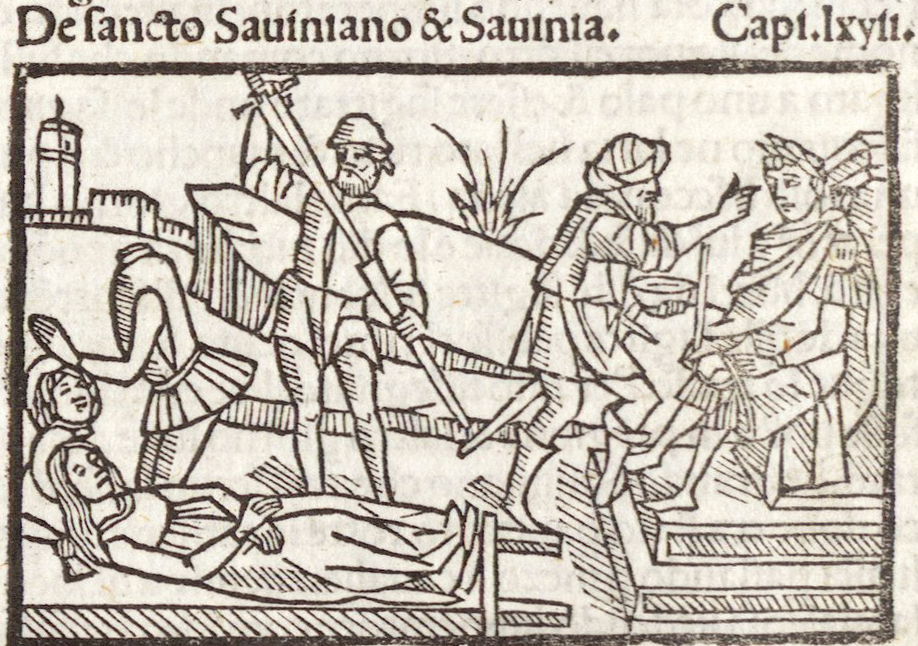
Le martyre de Savinien dans La Légende dorée (1497).

L'empereur Aurélien qui se trouvait alors en Gaule, et qui persécutait les Chrétiens, le fit enfermer. Savinien arriva à s'enfuir en suivant la Seine et chercha refuge à Rilly. Poursuivi par les soldats, il fut rejoint dans ce village et y eut la tête tranchée le 24 janvier 275. Sa sœur Savine expira de douleur dans un autre village, qui par la suite prit le nom de Sainte-Savine et appartient aujourd'hui à la Communauté de l'agglomération troyenne (CAT).
La sépulture, ignorée jusque vers la fin du IIIe siècle, fut retrouvée par Sainte Syre, une veuve du pays d'Arcis-sur-Aube (pagus Arcensis), originaire d'Irlande ou d'Écosse. Étant aveugle, elle fit un pèlerinage jusqu'au lieu où elle pensait trouver Savinien. C'est ainsi qu'elle arriva au village, guidée par un enfant à Rilly, et qu'elle recouvra la vue lorsqu'elle fut sur le lieu où saint Savinien était enterré. Ne doutant pas que Savinien venait d'opérer un miracle en sa faveur, elle creusa le sol et retrouva le corps du martyr en parfait état de conservation. Sainte Syre fit, à cet endroit, élever un tombeau pour l'ensevelir et fit également construire une chapelle.